# Les Clefs du Paradise
 (janvier 2016).
Si vous disposez d'ouvrages ou d'articles de référence ou si vous connaissez des sites web de qualité traitant du thème abordé ici, merci de compléter l'article en donnant les références utiles à sa vérifiabilité et en les liant à la section « Notes et références ».
Les Clefs du Paradise  est un roman de Michel Tremblay, paru en 2013.

## Résumé
En 1930, au centre-ville de Montréal, le Paradise est un club réservé aux «vieux garçons», c'est-à-dire, dans le langage codé de l'époque, aux homosexuels. Édouard est attiré comme une aimant par ce lieu glauque : il voudrait y entrer par la grande porte. Il aura bientôt 18 ans et, en lui, il sent un double, la duchesse de Langeais, qui s'impose à lui et veut «faire son entrée dans le grand monde». Pourtant, Édouard hésite : la Duchesse est-elle prête à devenir le travesti le plus célèbre des folles nuits de la métropole?